# Dialium guianense
Dialium guianense là một loài thực vật có hoa trong họ Đậu. Loài này được (Aubl.) Sandwith miêu tả khoa học đầu tiên.